# Kathedrale unserer lieben Frau (Luxemburg)

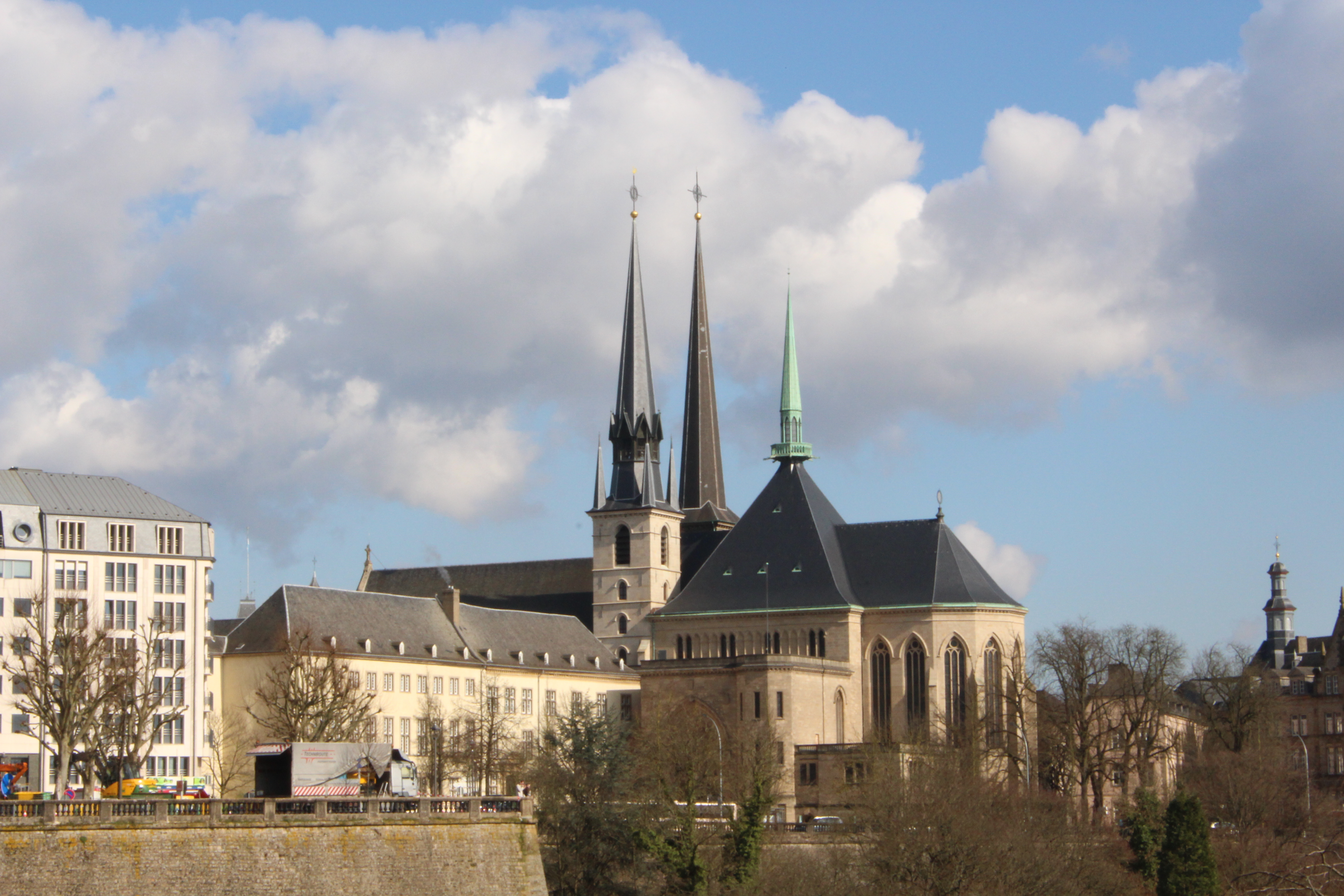
Unsere liebe Frau zu Luxemburg, von Westen, mit neuem Südchor und neuem Westportal (1935–38)

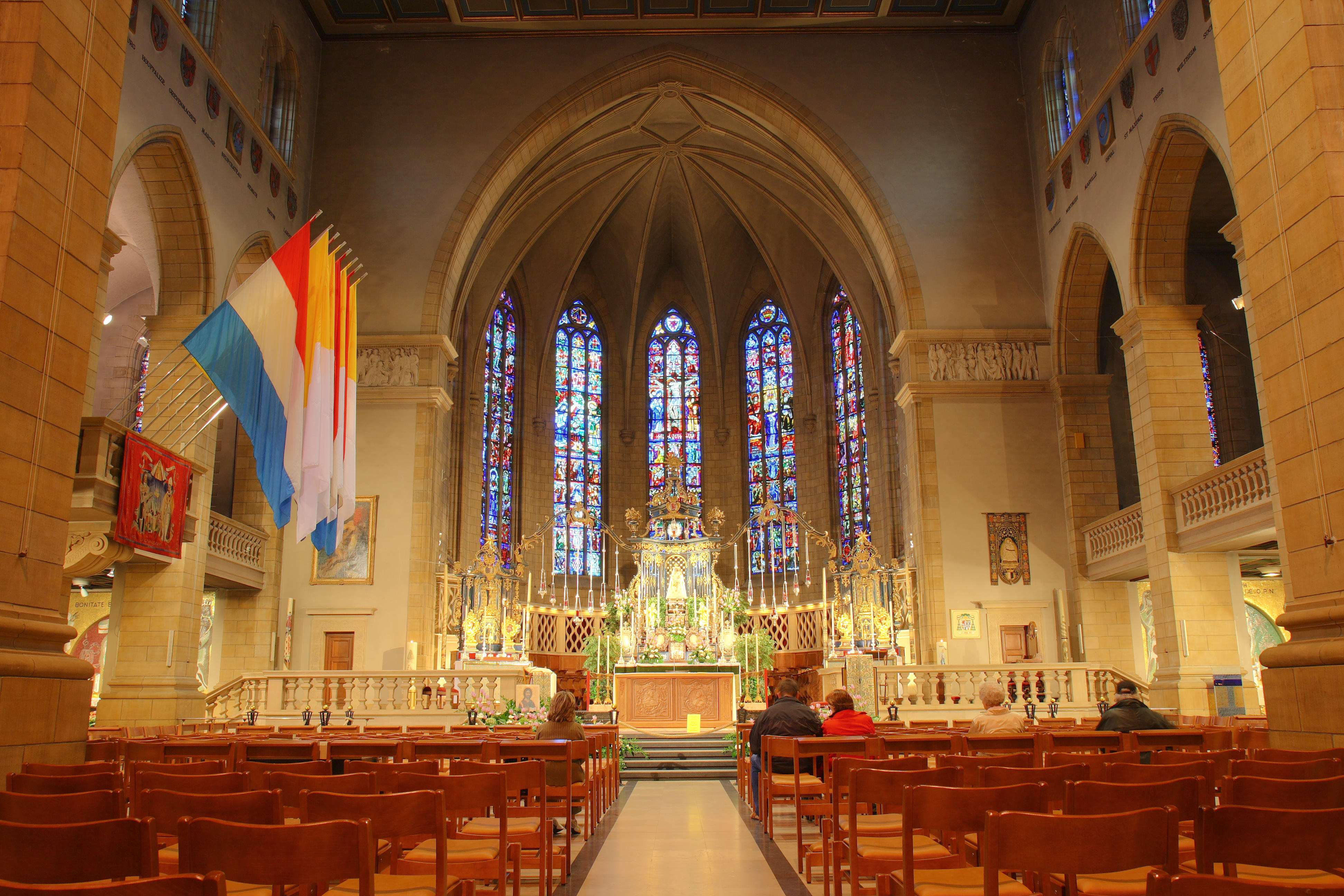
Innenansicht Chorbereich, links die Großherzogsloge

Die Kathedrale unserer lieben Frau von Luxemburg (luxemburgisch Kathedral Notre-Dame, französisch Cathédrale Notre-Dame de Luxembourg) ist ein römisch-katholisches Gotteshaus in der Stadt Luxemburg und Kathedralkirche des Erzbistums. Die Luxemburger bezeichnen das Gotteshaus auch als Mariendom (luxemburgisch Mariendoum).

## Geschichte

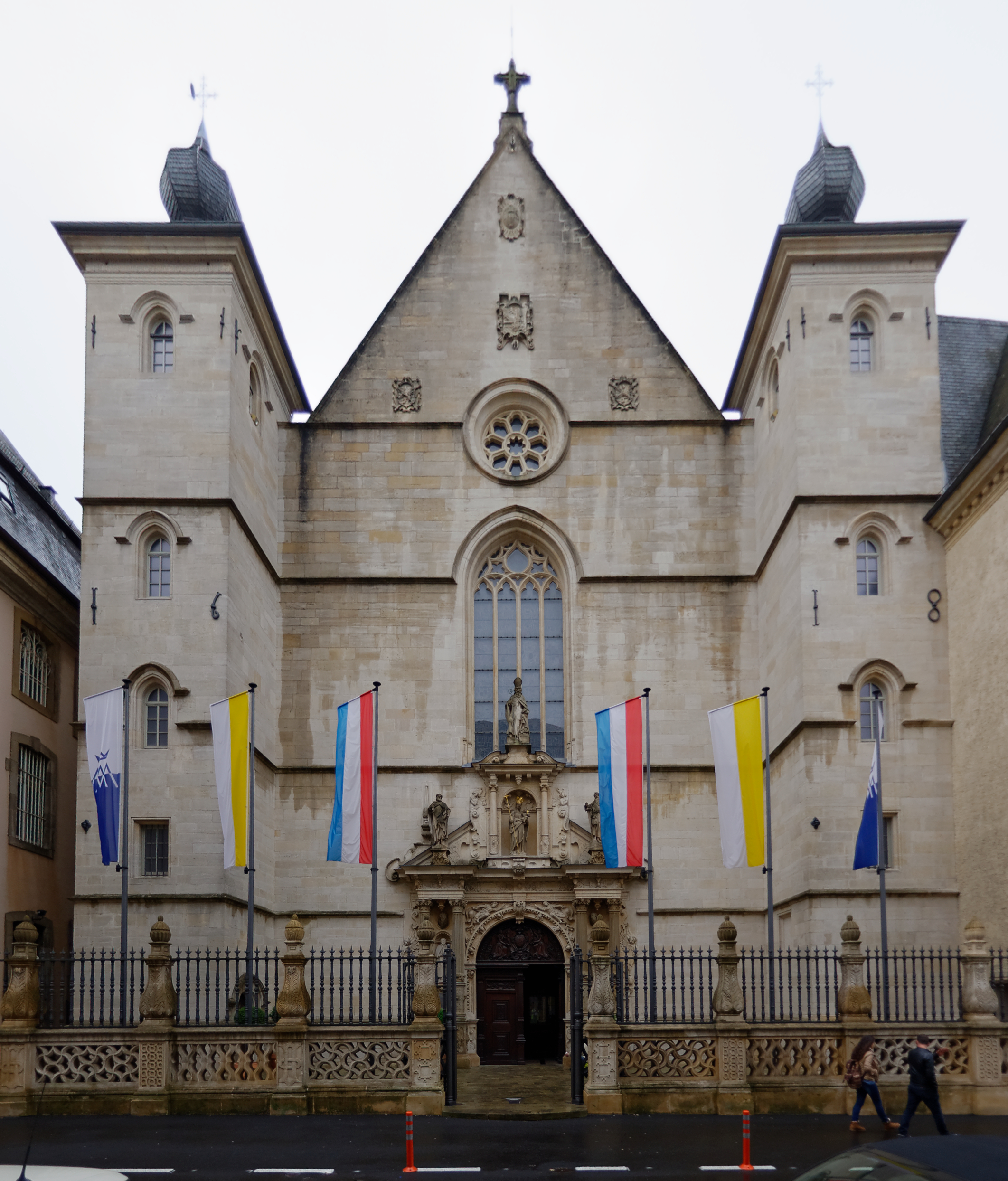
Historische Hauptfassade von 1621, auf der Nordseite

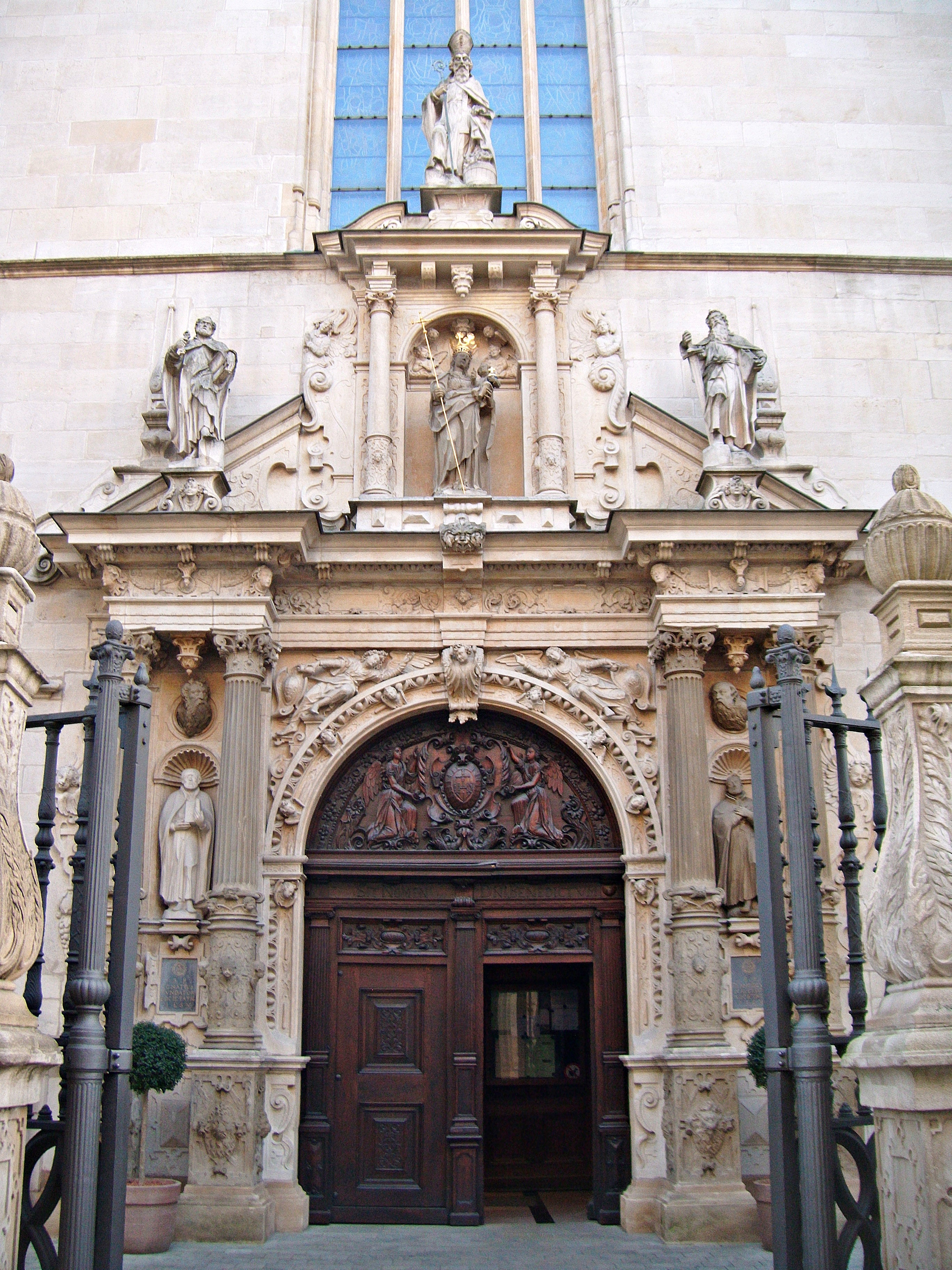
Historisches Hauptportal, Nordseite (1621)

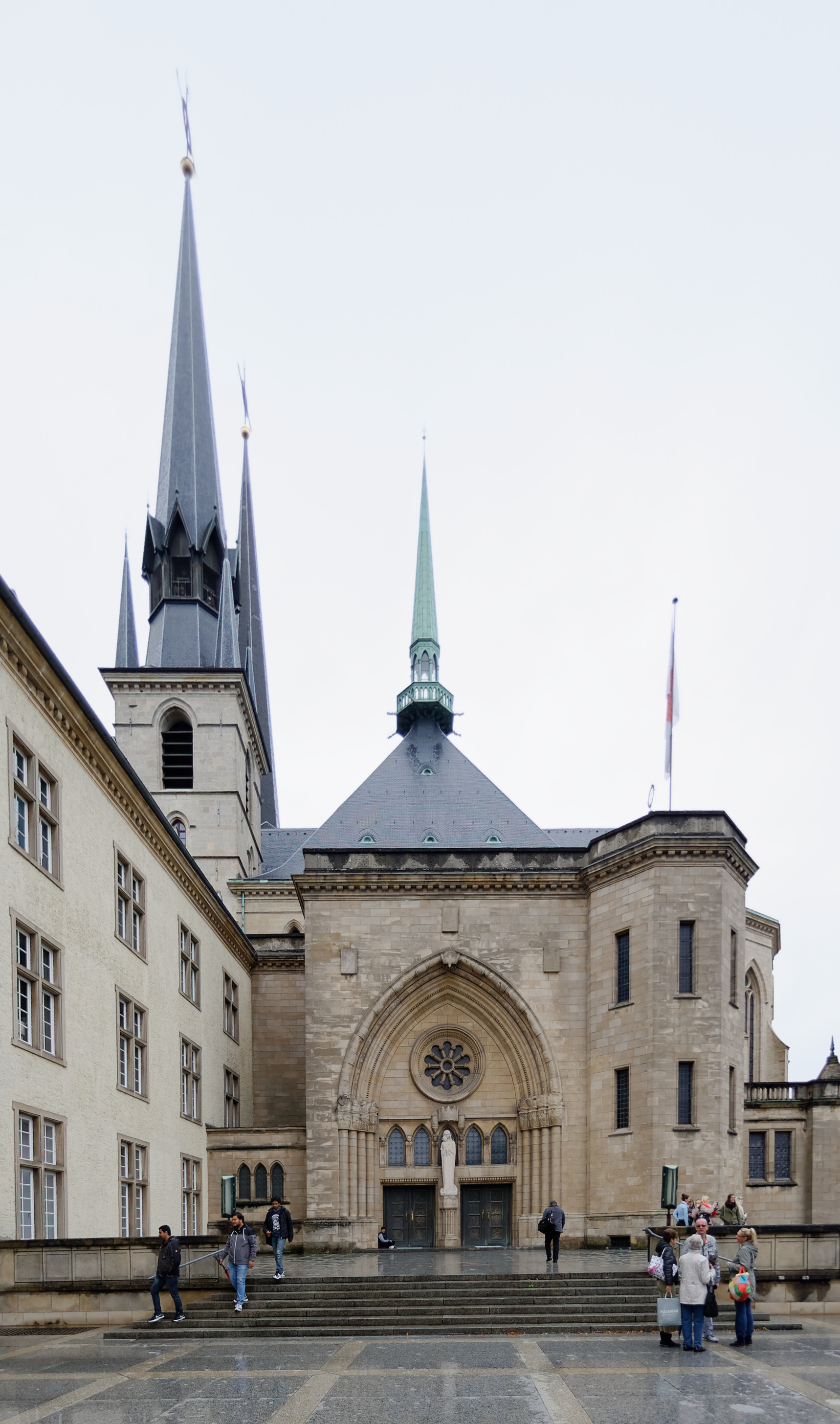
Das neue Westportal (Marienportal)

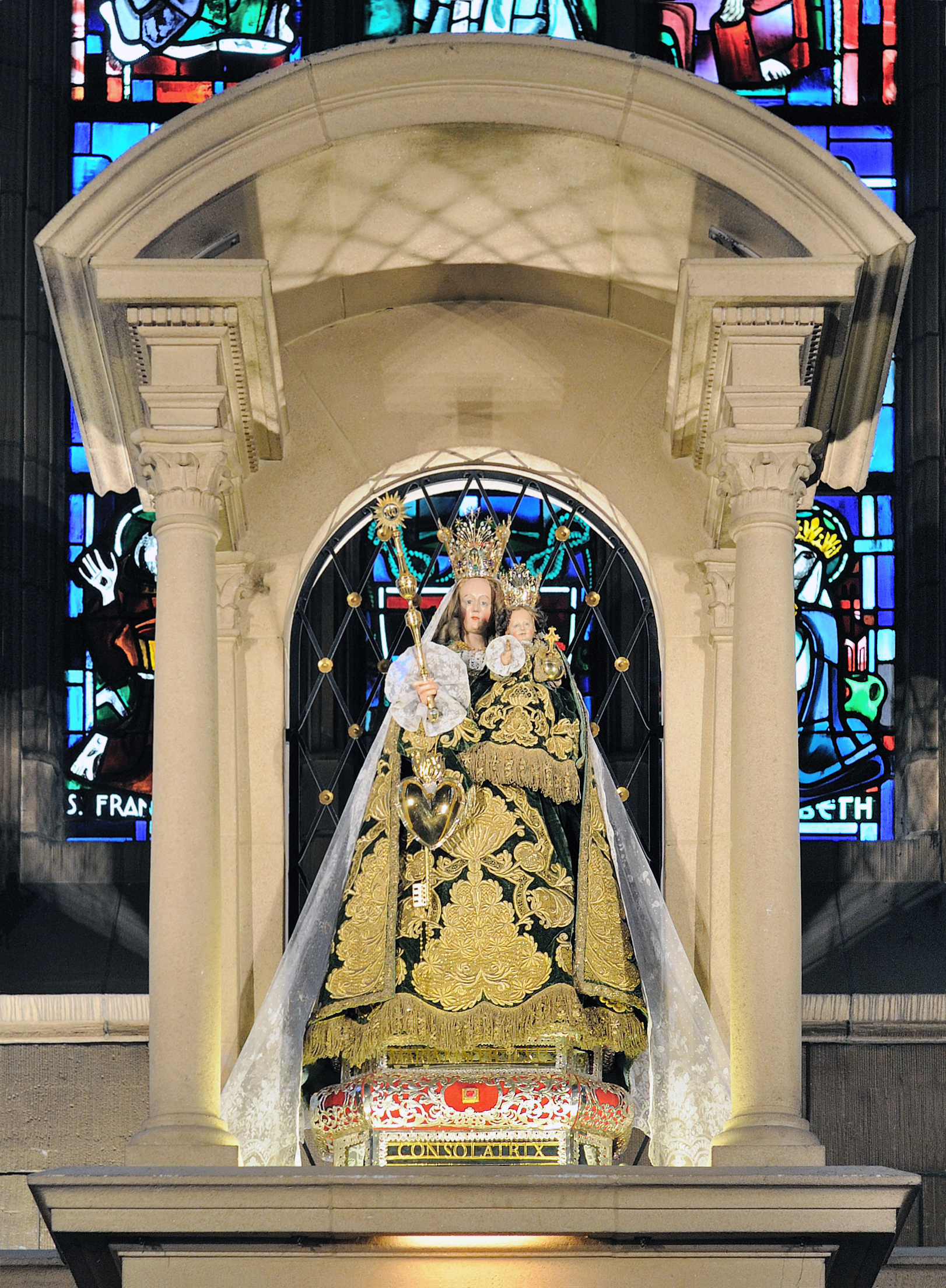
Das Gnadenbild Trösterin der Betrübten

Sie wurde an der heutigen Stelle als Jesuitenkirche mit dem Patrozinium der Unbefleckten Empfängnis errichtet, die Grundsteinlegung erfolgte 1613. Nach der Aufhebung des Jesuitenordens übertrug die Landesherrin, Kaiserin Maria Theresia, sie 1778 auf die Luxemburger Stadtpfarrei, deren alte, dem heiligen Nikolaus geweihte Pfarrkirche baufällig war. Im Zuge dessen erhielt die Kirche ein Doppelpatrozinium: Heiliger Nikolaus und Heilige Theresia.
1794 nahm die Kirche das Gnadenbild der Stadt- und Landespatronin Trösterin der Betrübten auf und wurde Zentrum der Muttergottesoktav. Zuvor verehrte man die Marienfigur in der zerstörten, später wieder aufgebauten Glacis-Kapelle. In der napoleonischen Zeit erschien das Patrozinium der heiligen Theresia nicht mehr tragbar, das Doppelpatrozinium wurde aufgehoben und die Kirche mit dem Patrozinium des Heiligen Petrus versehen. Nach Errichtung des Apostolischen Vikariats im Jahre 1840 änderte der Apostolische Vikar Jean Théodore Laurent 1844 das Patrozinium erneut, nun lautete es: Unsere Liebe Frau von Luxemburg (frz.: Notre-Dame de Luxembourg). Im Jahr 1870 wurde das Apostolische Vikariat zum Bistum erhoben, womit die Kirche in den Rang einer Kathedrale aufstieg. 1935 leitete der Architekt Hubert Schumacher Umbau- und Erweiterungsmaßnahmen.
2011 diente das Gotteshaus als Kulisse für den Spielfilm Die Schatzritter und das Geheimnis von Melusina.

## Architektur

### Ursprüngliches Bauwerk
Das Bauwerk ist ein bemerkenswertes Beispiel der Spätgotik, weist jedoch verschiedene, vom Renaissancestil und vom Frühbarock beeinflusste Elemente und Verzierungen auf. Die historische Hauptfassade liegt in der Rue Notre Dame (Nordseite) und besitzt ein prächtiges Eingangsportal (bezeichnet 1621), geschaffen von dem Bildhauer Daniel Müller († 1623) aus Freiberg in Sachsen. Im Giebel befindet sich das monumentale Wappen von Erzherzog Albrecht VII. von Habsburg, der zur Zeit der Erbauung Regent der Spanischen Niederlande war, zu denen Luxemburg damals gehörte. Den ursprünglichen Chor zierte ein Gewölbeschlussstein mit dem Wappen des Orvaler Abtes Bernard de Montgaillard (1563–1628). Er war vermutlich finanziell an der Errichtung beteiligt. Beim Neubau des Chores (1935) wurde der Wappenstein als Spolie in die darunter angelegte Krypta versetzt.

### Umbau im 20. Jahrhundert
Zwischen 1935 und 1938 hat man die Kathedrale nach Süden hin erweitert und vergrößert. Der Neubau, der die Silhouette der Festungsstadt Luxemburg mitbestimmt, erfolgte nach den Plänen und unter der Leitung des luxemburgischen Architekten Hubert Schumacher.
Dieser Erweiterungsbau, der sich an die beiden Chorjoche von 1613 bis 1621 anschließt, prägt sowohl durch seine Weiträumigkeit als auch durch die architektonische Einheit die aktuelle Gestalt der alten Ordenskirche im Erscheinungsbild der Stadt. Hervorzuheben ist in dem Zusammenhang, dass die Neugestaltung der Außenarchitektur der im gotischen Stil erbauten Kathedrale eine Herausforderung darstellte, da es galt, die Kirche mit den umliegenden Gebäuden, wie dem Atheneumsgebäude aus dem 17. Jahrhundert, der Nationalbibliothek, dem alten Refugium St. Maximin (1751) (jetzt Außenministerium) sowie den umliegenden älteren Wohnhäusern, harmonisch zu verbinden. Am Erweiterungsbau wurde auf der Westseite, am l’Arc Athenée / Boulevard Roosevelt (siehe Bild), ein neues Portal, das sogenannte Marienportal geschaffen. Man gelangt hier direkt in den neuen Chor der Kathedrale. Zuvor befindet sich innen rechts ein Treppenabgang in die darunterliegende Krypta mit den Bischofsgräbern und der großherzoglichen Gruft.

## Ausstattung

### Altar
Im polygonalen Chor ist über dem Bischofssitz, an exponierter Stelle, das Gnadenbild Trösterin der Betrübten aufgestellt. Davor befindet sich der neuzeitliche Zelebrationsaltar. Hohe und mit farbigem Glas gestaltete Rundbogenfenster lassen das Tageslicht in gebrochenen Farben eintreten. Den Chorvorraum schmücken Gobelins mit biblischen Szenen. Das Hauptschiff wird von einem Kreuzrippengewölbe getragen, auf der Ostseite befindet sich die großherzogliche Emporenloge. Westlich und östlich sind Seitenschiffe angebaut; das östliche ist zugleich Sakraments- und Taufkapelle, das westliche birgt einen Altar zu Ehren des Hl. Joseph und mehrere große Kerzenständer, auf denen die Gläubigen Kerzen aufstellen können. Die Altarbereiche beider Seitenschiffe weisen reichhaltigen Mosaikschmuck auf.

### Orgeln
Die Kathedrale beherbergt zwei Orgeln: Ein Instrument von Haupt auf der Westempore mit 84 Registern und ein Instrument vom Orgelbauer Westenfelder mit 64 Registern auf der hinteren Empore.

#### Große Kathedralorgel

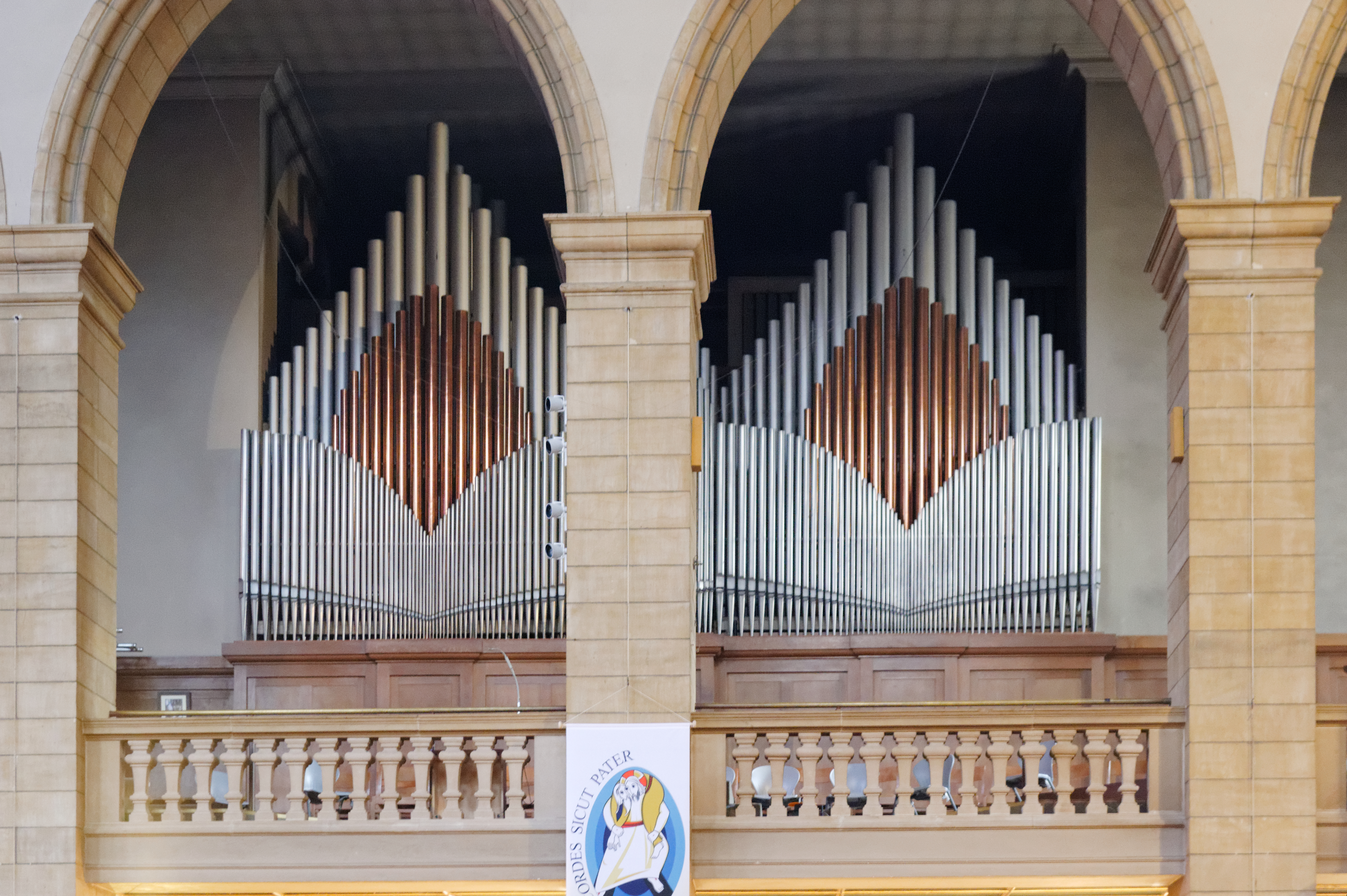
Große Orgel

Bereits nach Fertigstellung im Jahre 1621 wurde die damalige Jesuitenkirche mit einer Orgel ausgestattet. Dieses Instrument wurde mehrfach umgebaut und nach 1800 vermutlich mit anderen Instrumenten verschmolzen.
1841 errichtete der Orgelbauer Wilhelm Breidenfeld (Trier) eine neue Orgel, die 1880 durch ein neues, größeres Instrument ersetzt wurde. Die heutige große Kathedralorgel geht in Teilen zurück auf dieses Instrument, das von der Orgelbaufirma Dalstein und Haerpfer aus Boulay-Moselle erbaut wurde. 1921 wurde das Dalstein und Haerpfer-Instrument mit pneumatischen Trakturen ausgestattet, 1929 wurde es von der Orgelbaufirma Haupt aus Lintgen erweitert. Nach Abschluss der Vergrößerung der Kathedrale in den 1930er Jahren wurde das Instrument von 1880 durch einen Neubau ersetzt; das Instrument wurde von der Firma Haupt erbaut und 1938 fertig gestellt. Es hatte 84 Register (Kegelladen) auf vier Manualwerken und Pedal und elektropneumatische Trakturen. Vom Spieltisch dieser Orgel ließ sich auch die ehemalige Westemporenorgel anspielen, welche 24 Register hatte, aber derzeit eingelagert ist. Seit 1995 steht an dortiger Stelle ein Neubau von Georg Westenfelder.
In den Jahren 2020–2021 führte die Firma Rieger eine Revision, Sanierung und Erweiterung durch. In diesem Zuge wurde zum einen ein fahrbarer Zweitspieltisch (mit freier Manualzuordnung) erbaut; außerdem wurde das Seitenpositiv neu disponiert und sein Freipfeifenprospekt neu gestaltet; auf der gegenüber liegenden Seitengalerie wurde ein neues Solowerk hinter einem (dem Positiv identischen) Freipfeifenprospekt eingerichtet. Die große Kathedralenorgel hat nun 97 Register, verteilt auf 5 Manualwerke und Pedal, einschließlich zweier Effektregister (Glocken, Harfe). Die Spiel- und Registertrakturen sind elektropneumatisch.
| I Grand Orgue C–c4 |                |         |
| 01.                | Principal      | 16′     |
| 02.                | Bourdon        | 16′     |
| 03.                | Principal      | 08′     |
| 04.                | Majorflöte     | 08′     |
| 05.                | Fugara         | 08′     |
| 06.                | Gedeckt        | 08′     |
| 07.                | Dolce          | 08′     |
| 08.                | Quinte         | 05 1⁄3′ |
| 09.                | Prestant       | 04′     |
| 10.                | Rohrflöte      | 04′     |
| 11.                | Terz           | 03 1⁄5′ |
| 12.                | Quinte         | 02 ⁄3′  |
| 13.                | Septime        | 02 ⁄7′  |
| 14.                | Octav          | 02′     |
| 15.                | Terz           | 01 3⁄5′ |
| 16.                | Cornet III–V 0 | 08′     |
| 17.                | Mixtur V–VI    |         |
| 18.                | Cymbel III     |         |
| 19.                | Bombarde       | 16′     |
| 20.                | Trompete       | 08′     |
| 21.                | Clairon        | 04′     |

| II Positif expressif C–c4 |                  |        |
| 22.                       | Salicional       | 16′    |
| 23.                       | Principal        | 08′    |
| 24.                       | Lieblich Gedackt | 08′    |
| 25.                       | Fernflöte        | 08′    |
| 26.                       | Salicional       | 08′    |
| 27.                       | Quintatön        | 08′    |
| 28.                       | Principal        | 04′    |
| 29.                       | Gemshorn         | 04′    |
| 30.                       | Nasat            | 02 ⁄3′ |
| 31.                       | Sesquialter II   | 02 ⁄3′ |
| 32.                       | Flageolet        | 02′    |
| 33.                       | Mixtur III–IV    |        |
| 34.                       | Rankett          | 16′    |
| 35.                       | Tuba mirabilis   | 08′    |
| 36.                       | Euphon           | 08′    |
| 37.                       | Singend Regal    | 04′    |
|                           | Harfe            |        |
|                           | Tremulant        |        |

| III Recit expressif C–c4 |                      |         |
| 38.                      | Zartgedackt          | 16′     |
| 39.                      | Geigenprincipal      | 08′     |
| 40.                      | Flûte harmonique     | 08′     |
| 41.                      | Viola                | 08′     |
| 42.                      | Bordun               | 08′     |
| 43.                      | Aeoline              | 08′     |
| 44.                      | Vox coelestis        | 08′     |
| 45.                      | Geigenoctav          | 04′     |
| 46.                      | Flûte octaviante     | 04′     |
| 47.                      | Quint-Flöte          | 02 ⁄3′  |
| 48.                      | Flautino             | 02′     |
| 49.                      | Terzflöte            | 01 3⁄5′ |
| 50.                      | Sifflöte             | 01 ⁄3′  |
| 51.                      | Septime              | 01 ⁄7′  |
| 52.                      | Piccolo              | 01′     |
| 53.                      | Mixtur IV–V          |         |
| 54.                      | Cornet V             | 08′     |
| 55.                      | Dulciana             | 16′     |
| 56.                      | Trompette harmonique | 08′     |
| 57.                      | Basson-Hautbois      | 08′     |
| 58.                      | Vox humana           | 08′     |
| 59.                      | Clairon harmonique   | 04′     |
|                          | Tremulant            |         |

| IV Positif C–c4 |                   |     |
| 60.             | Gambe             | 16′ |
| 61.             | Soloflöte         | 08′ |
| 62.             | Salicional        | 08′ |
| 63.             | Unda maris        | 08′ |
| 64.             | Singend Principal | 04′ |
| 65.             | Clarinette        | 16′ |
| 66.             | Krummhorn         | 08′ |
|                 | Glocken           |     |

| IV Solo C–c4 |                        |     |
| 67.          | Quintatön 0            | 16′ |
| 68.          | Horn                   | 08′ |
| 69.          | Solovioline            | 08′ |
| 70.          | Bordun                 | 08′ |
| 71.          | Schw. Bordun           | 08′ |
| 72.          | Harmonieflöte          | 04′ |
| 73.          | Cornettino harm. I–III |     |
| 74.          | Fagott                 | 16′ |
| 75.          | Tuba                   | 08′ |
|              | Harfe                  |     |

| Pedal C–g1 |                     |         |
| 76.        | Subbass             | 32′     |
| 77.        | Contrabass          | 16′     |
| 78.        | Violonbass          | 16′     |
| 79.        | Subbass             | 16′     |
| 80.        | Echobass            | 16′     |
| 81.        | Quintbass           | 10 2⁄3′ |
| 82.        | Octavbass           | 08′     |
| 83.        | Bordun              | 08′     |
| 84.        | Cellobass           | 08′     |
| 85.        | Terzbass            | 06 2⁄5′ |
| 86.        | Grossquinte         | 05 1⁄3′ |
| 87.        | Septime             | 04 ⁄7′  |
| 88.        | Prestant            | 04′     |
| 89.        | Bassflöte           | 04′     |
| 90.        | Quinte              | 02 ⁄3′  |
| 91.        | Mixtur IV           |         |
| 92.        | Contra-Posaune 0    | 32′     |
| 93.        | Bombarde            | 16′     |
| 94.        | Dulciana (= Nr. 55) | 16′     |
| 95.        | Trompete            | 08′     |
| 96.        | Clairon             | 04′     |
| 97.        | Singend Cornet      | 02′     |

- Koppeln:

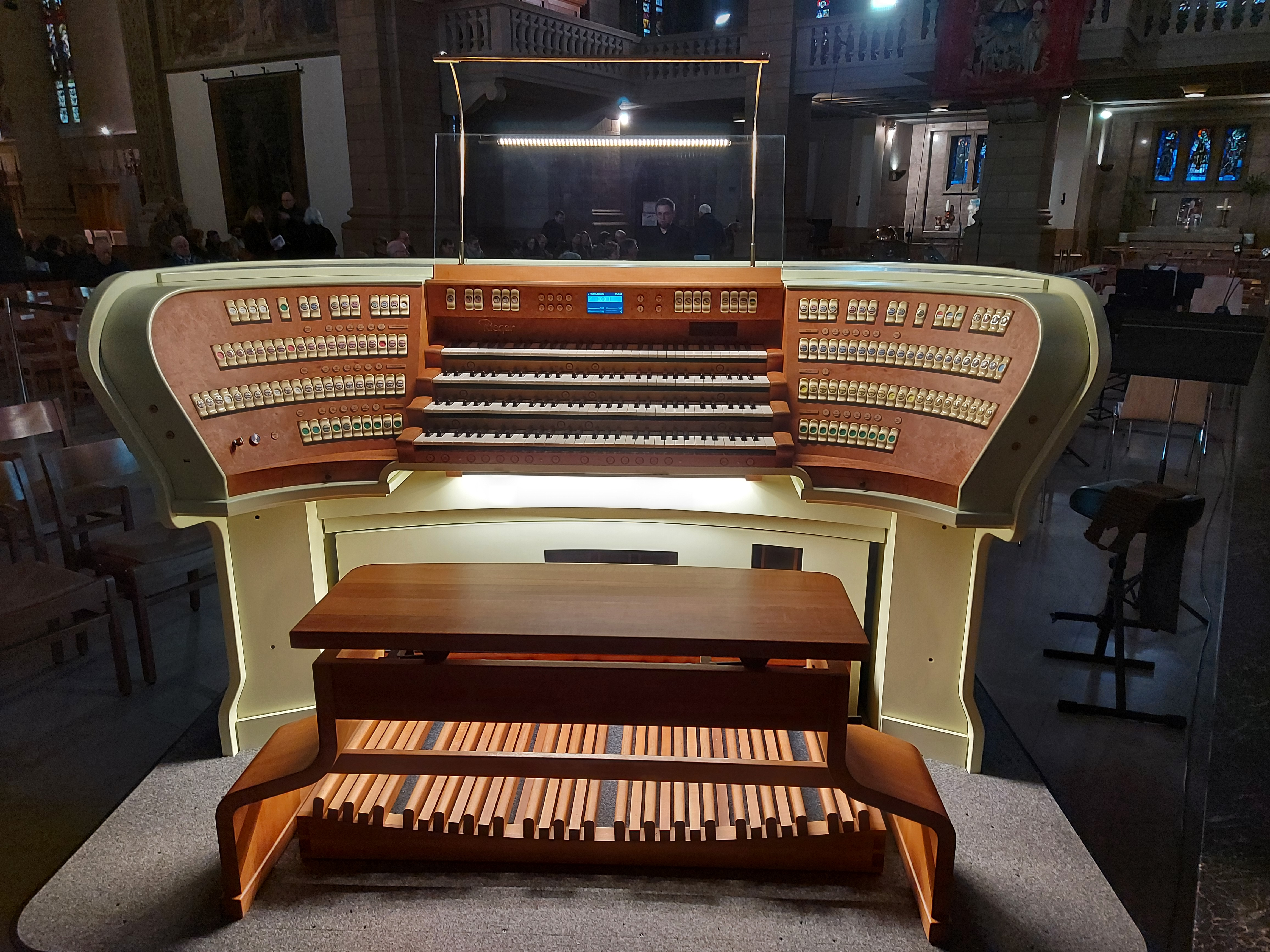
Neuer fahrbarer Spieltisch der großen Orgel (2022)

  - Normalkoppeln: II/I, III/I, III/II, IV/I, I/P, II/P, III/P, IV/P
  - Superoktavkoppeln: I/I, II/I, II/II, III/I, III/II, III/III, IV/I, IV/II, IV/III, IV/IV, I/P, II/P III/P
  - Suboktavkoppeln: II/I, II/II, III/I, III/II, III/III, IV/I, IV/II, IV/III, IV/IV
- Spielhilfen: Handregister, eine freie Kombination und 3 freie Pedalkombinationen (1938); diverse feste Kombinationen (u. a. Tutti général, tutti ohne Oktavkoppeln), diverse Absteller, Setzeranlage, Crescendowalze.

#### Westemporen-Orgel
Die Westemporen-Orgel wurde 1995 von der Orgelbaufirma Westenfelder (Lintgen, Luxemburg) erbaut. Das Instrument hat 60 Register auf vier Manualen und Pedal. Eine Besonderheit ist das Spanische Trompetenwerk.
| I Rückpositiv C–g3 |               |         |
| 01.                | Principal     | 08′     |
| 02.                | Gedeckt       | 08′     |
| 03.                | Quintade      | 08′     |
| 04.                | Flöte II      | 08′     |
| 05.                | Prestant      | 04′     |
| 06.                | Rohrflöte     | 04′     |
| 07.                | Nasat         | 02 ⁄3′  |
| 08.                | Doublette     | 02′     |
| 09.                | Flöte         | 02′     |
| 10.                | Terz          | 01 3⁄5′ |
| 11.                | Larigot       | 01 ⁄3′  |
| 12.                | Cimbel IV     | 01 2⁄3′ |
| 13.                | Fagott        | 16′     |
| 14.                | Cromorne      | 08′     |
| 15.                | Trichterregal | 08′     |
|                    | Tremulant     |         |

| II Hauptwerk C–g3 |                    |         |
| 16.               | Principal          | 16′     |
| 17.               | Oktave             | 08′     |
| 18.               | Rohrgedeckt        | 08′     |
| 19.               | Prestant           | 04′     |
| 20.               | Große Terz         | 03 1⁄5′ |
| 21.               | Nasat              | 02 ⁄3′  |
| 22.               | Doublette          | 02′     |
| 23.               | Terz               | 01 3⁄5′ |
| 24.               | Mixtur VI          | 02′     |
| 25.               | Cornet V (ab cis1) | 08′     |
| 26.               | Trompete           | 16′     |
| 27.               | Trompete           | 08′     |
| 28.               | Clairon            | 04′     |
| 29.               | Voix humaine       | 08′     |
|                   | Tremulant          |         |

| III Oberwerk C–g3 |                 |         |
| 30.               | Quintade        | 16′     |
| 31.               | Baarpeip        | 08′     |
| 32.               | Rohrflöte       | 08′     |
| 33.               | Principal       | 04′     |
| 34.               | Flûte allemande | 04′     |
| 35.               | Quinte          | 02 ⁄3′  |
| 36.               | Oktave          | 02′     |
| 37.               | Flöte           | 02′     |
| 38.               | Terz II         | 01 3⁄5′ |
| 39.               | Scharf IV       | 01′     |
| 40.               | Cimbel III      | 03⁄16′  |
| 41.               | Trompete        | 08′     |
| 42.               | Oboe            | 08′     |
| 43.               | Schalmey        | 04′     |
|                   | Tremulant       |         |

| IV Spanisches Werk C–g3 |                |     |  |
| 44.                     | Trompeta D     | 16′ |  |
| 45.                     | Trompeta 1 B/D | 08′ |  |
| 46.                     | Trompeta 2 (D) | 08′ |  |
| 47.                     | Clairon B      | 04′ |  |
| 48.                     | Orlos B/D      | 08′ |  |

| Pedal C–f1 |               |     |
| 49.        | Untersatz     | 32′ |
| 50.        | Principal     | 16′ |
| 51.        | Flöte         | 16′ |
| 52.        | Oktave        | 08′ |
| 53.        | Flöte         | 08′ |
| 54.        | Flöte         | 04′ |
| 55.        | Flöte         | 02′ |
| 56.        | Bauernflöte 0 | 01′ |
| 57.        | Posaune       | 16′ |
| 58.        | Posaune       | 08′ |
| 59.        | Trompete      | 08′ |
| 60.        | Clairon       | 04′ |
| 61.        | Cornet        | 02′ |
|            | Tremulant     |     |

- Koppeln: I/II, III/II, IV/II, I/P, II/P, III/P, IV/P
- Spielhilfen:
- Anmerkungen:

B = Bass-Bereich
D = Diskant-Bereich

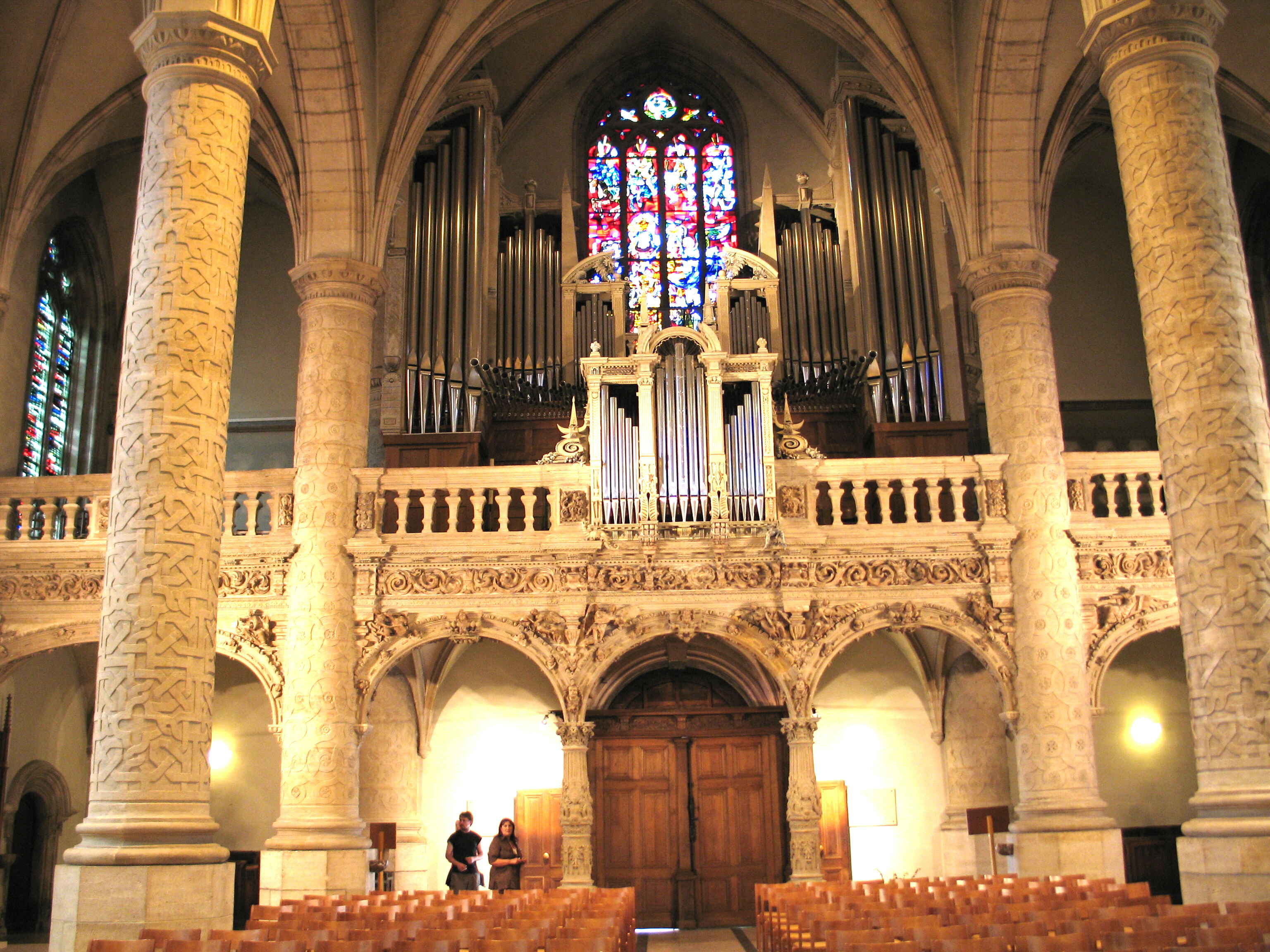
Westenfelder-Orgel
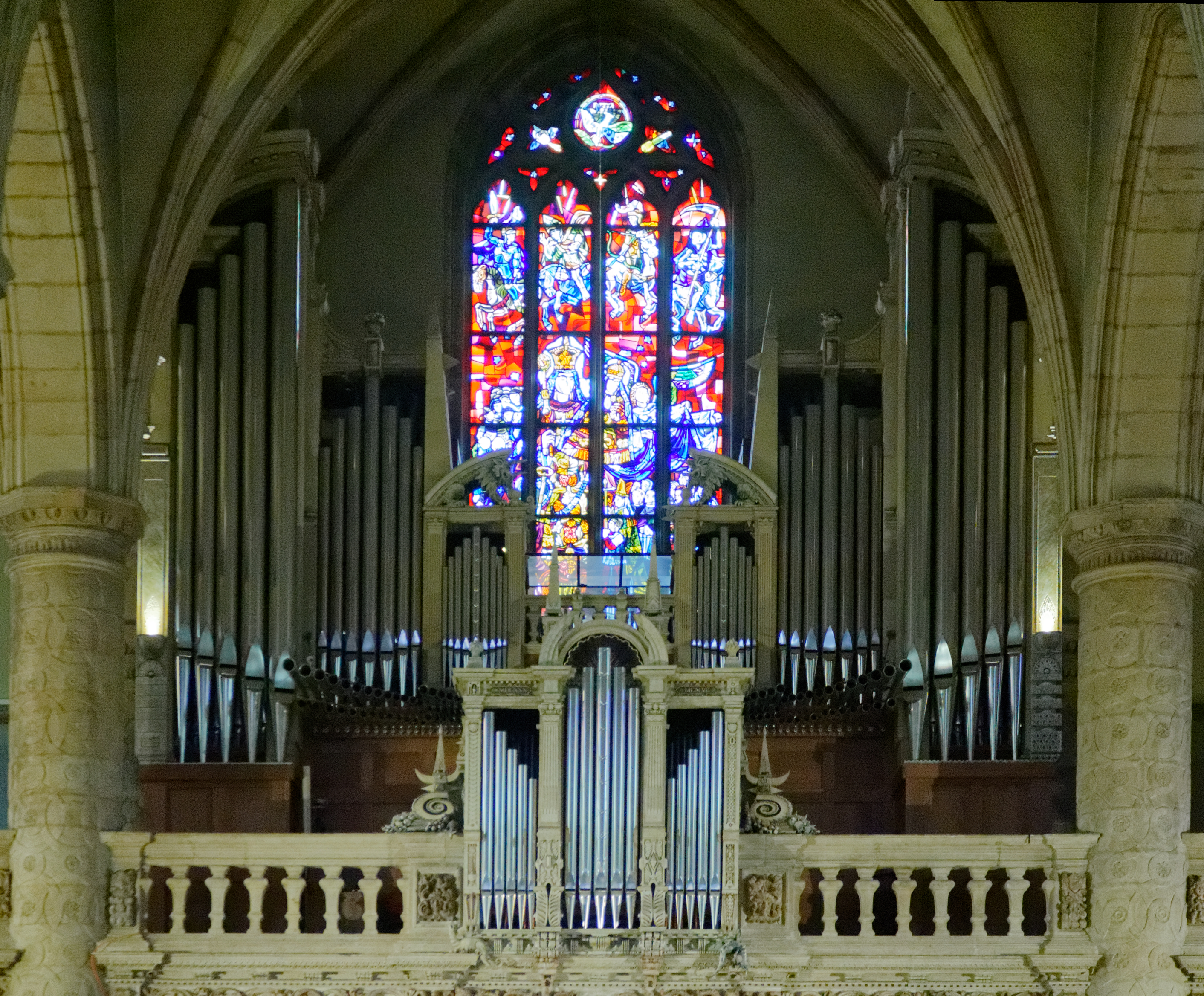
Westenfelder-Orgel
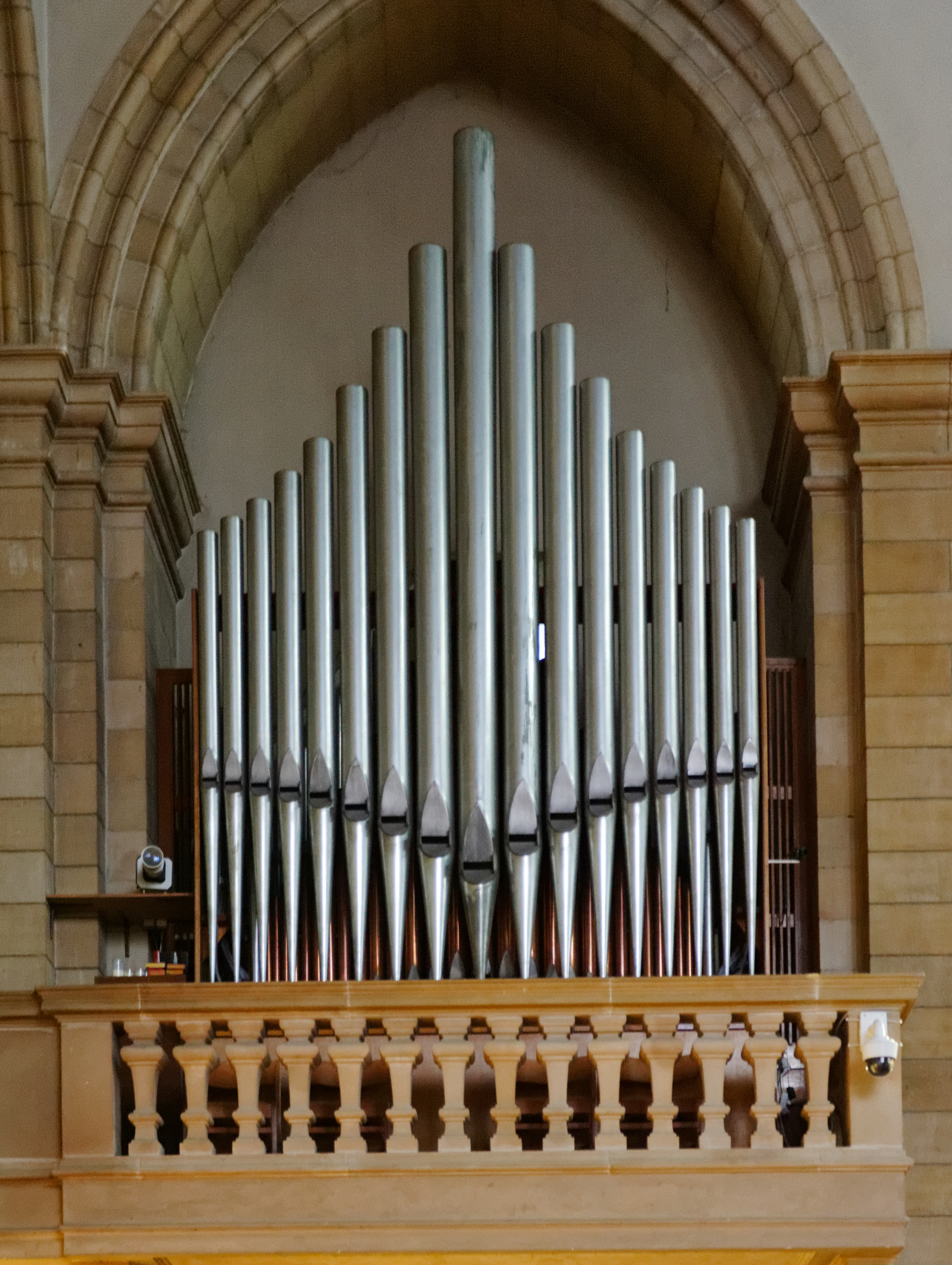
Positiv-Orgel an der Westempore (Aufnahme aus 2016)

## Glocken
Das Geläut der Kathedrale besteht aus elf Kirchenglocken. Beim Brand der Kathedrale im Jahre 1985 wurde nur die große Glocke, der sog. Christ-König-Bourdon, von den Flammen verschont. Die große Glocke wurde im Jahre 1937 von der Glockengießerei Ulrich in Apolda gegossen und hängt im Ostturm.
1986 goss die Karlsruher Glocken- und Kunstgießerei zehn neue Glocken. Die vier kleinsten Glocken hängen zusammen mit der großen Glocke im Ostturm; die übrigen Glocken hängen im Westturm.
| Nr. | Name                  | Gussjahr | Gießer, Gussort                       | Durchmesser (cm) | Masse (kg) | Schlagton (HT-1/16) | Glockenstube |
| 1   | Christ-König-Bourdon  | 1937     | Glockengießerei Ulrich, Apolda        |                  |            | a0                  | Ostturm      |
| 2   | Mutter-Gottes-Bourdon | 1986     | Karlsruher Glocken- und Kunstgießerei | 168,5            | 3040       | h0                  | Westturm     |
| 3   | Joseph                | 1986     | Karlsruher Glocken- und Kunstgießerei | 137,0            | 1740       | d1                  | Westturm     |
| 4   | Kunigunde             | 1986     | Karlsruher Glocken- und Kunstgießerei | 122,7            | 1260       | e1                  | Westturm     |
| 5   | Benedikt              | 1986     | Karlsruher Glocken- und Kunstgießerei | 109,0            | 0875       | fis1                | Westturm     |
| 6   | Elisabeth             | 1986     | Karlsruher Glocken- und Kunstgießerei | 095,2            | 0592       | a1                  | Westturm     |
| 7   | Yolanda               | 1986     | Karlsruher Glocken- und Kunstgießerei | 084,8            | 0420       | h1                  | Westturm     |
| 8   | Petrus                | 1986     | Karlsruher Glocken- und Kunstgießerei | 079,6            | 0383       | d2                  | Ostturm      |
| 9   | Willibrord            | 1986     | Karlsruher Glocken- und Kunstgießerei | 071,2            | 0247       | e2                  | Ostturm      |
| 10  | Ignatius              | 1986     | Karlsruher Glocken- und Kunstgießerei | 063,1            | 0191       | fis2                | Ostturm      |
| 11  | Nikolaus              | 1986     | Karlsruher Glocken- und Kunstgießerei | 53,              | 0140       | a3                  | Ostturm      |

## Die Krypta als Grabstätte

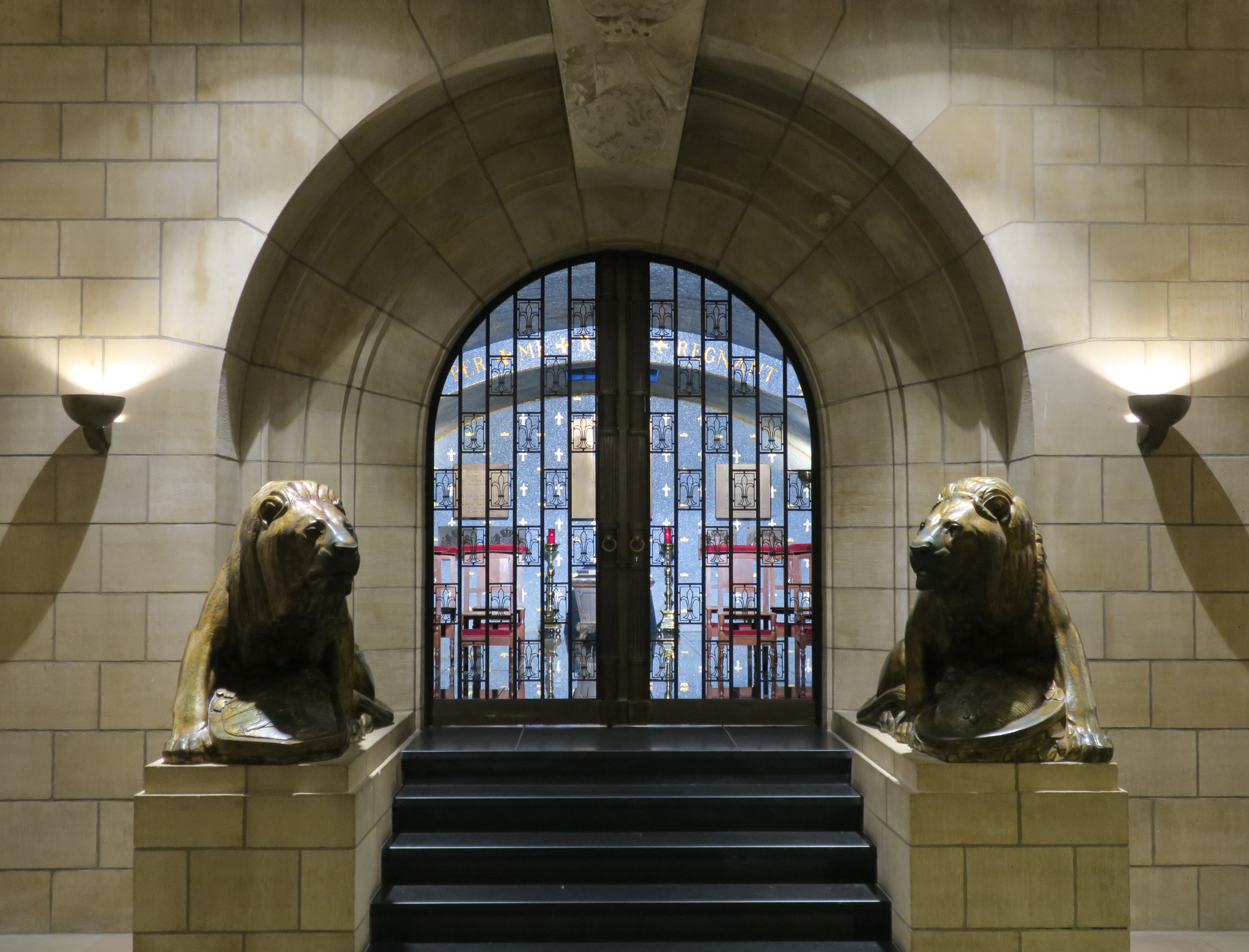
Krypta, Eingang zur Gruft der großherzoglichen Familie

In der Krypta der Kathedrale befinden sich die Grabstätten der Bischöfe aus dem Erzbistum Luxemburg sowie der großherzoglichen Familie. Außer den geistlichen Würdenträgern sind folgende Personen hier bestattet:
1. Johann, König von Böhmen (10. August 1296 – 26. August 1346)
2. Maria-Adelheid, Großherzogin von Luxemburg (14. Juni 1894 – 24. Januar 1924)
3. Maria Anna von Portugal, Großherzogin von Luxemburg (13. Juli 1861 – 31. Juli 1942) – (Gemahlin von Großherzog Wilhelm IV.)
4. Felix von Bourbon-Parma, Prinzgemahl von Luxemburg (28. Oktober 1893 – 8. April 1970) – (Gemahl von Großherzogin Charlotte)
5. Charles, Prinz von Luxemburg (1927–1977) – (Bruder von Großherzog Jean)
6. Charlotte, Großherzogin von Luxemburg (23. Januar 1896 – 9. Juli 1985)
7. Joséphine Charlotte von Belgien, Großherzogin von Luxemburg (11. Oktober 1927 – 10. Januar 2005) – (Gemahlin von Großherzog Jean)
8. Jean, Großherzog von Luxemburg (5. Januar 1921 – 23. April 2019)